# دیووستین
دیووستین (به صربی: Divostin) یک منطقهٔ مسکونی در صربستان است که در Stanovo واقع شده‌است. دیووستین ۵٫۳۷ کیلومتر مربع مساحت و ۴۲۲ نفر جمعیت دارد و ۲۲۹ متر بالاتر از سطح دریا واقع شده‌است.